# Mîtaiivka, Bohuslav
Mîtaiivka (în ucraineană Митаївка) este o comună în raionul Bohuslav, regiunea Kiev, Ucraina, formată numai din satul de reședință.

## Demografie
Componența lingvistică a comunei Mîtaiivka
     Ucraineană (96,86%)
     Rusă (2%)
     Alte limbi (0,29%)
Conform recensământului din 2001, majoritatea populației comunei Mîtaiivka era vorbitoare de ucraineană (96,86%), existând în minoritate și vorbitori de rusă (2%).